# 女房言葉
女房言葉（にょうぼうことば、女房詞）とは、室町時代初期頃から宮中や院に仕える女房が使い始め、その一部は現在でも用いられる隠語的な言葉である。語頭に「お」を付けて丁寧さをあらわすものや、語の最後に「もじ」を付けて婉曲的に表現する文字詞（）などがある。女中詞（じょちゅうことば）とも。
省略形や擬態語・擬音語、比喩などの表現を用いる。優美で上品な言葉遣いとされ、主に衣食住に関する事物について用いられた。のちに将軍家に仕える女性・侍女に伝わり、武家や町家の女性へ、さらに男性へと広まった。
有職故実書『海人藻芥』や『日葡辞書』・『日本大文典』などのキリスト教宣教師による日本語本にも一部が記されている。

## 女房言葉の事例

### 語頭に「お」が付く
- おかか（鰹の削り節）
  - 「お」＋「鰹節」の「か」を2回重ねたものか。
- おかき（欠餅）
  - 当初は「鏡餅」を砕いて焼いて食べたことから。
- おかず（御菜）
  - 惣菜は数々取り揃えるものであることから。
- おかべ（豆腐）
- おかちん（餅 江戸時代）
  - 「お」＋餅を意味する古語「搗飯（かちいい）」が訛った「かちん」。内親王が初経を迎えると「赤のおかちん」を食べて祝った。
- おから
  - 大豆から豆乳を絞った後の残りかす。
- おこわ（強飯：こわめし）
- おさつ（薩摩芋：さつまいも）
- おじや（雑炊）
  - 「じやじや」という煮える時の音からというが、語源不明。
- おすもじ（寿司）
- おだい（飯）
  - 「御台盤」の略語。食器を載せる脚付きの台の意から、転じてご飯の意になった。
- おつけ（吸い物、味噌汁）、おみおつけ（味噌汁）
  - 「付け」は飯に付けて出すもののことを言う。本来は吸い物の意であったが、味噌汁のことを、味噌の女房言葉である「おみ」と合わせて「おみおつけ」というようになり、それが略されて特に京阪神で「おつけ」で味噌汁の意としても使われるようになったものである。
- おでき（できもの）
- おでん（味噌田楽、煮込み田楽）
  - おでんは本来は豆腐などを串に挿して味噌などを付けて焼く田楽の意であるが、焼かずに煮て調理する煮込み田楽が普及し、煮込み田楽の意で使われるようになった。
- おなか（腹）
- おなら（屁）
  - 「鳴らす」から来た語。
- おにぎり・おむすび（握り飯）
- おはぎ（牡丹餅）
  - 小豆の粒を萩の花に見立てた表現。
- おはぐろ
  - 元は「歯黒め」と言った。
- おひや（水）
  - お冷。冷水のこと。
- おひろい（歩行）動詞「拾う」から変化。
- おまる（便器）
  - 「放る（まる、ほまる）」は排泄を意味する動詞（例：放屁）。あるいは、衛生を保つ魔除けの「丸」の意味か。
- おまわり
  - 副食物。
- おめぐり
  - 副食物。主食を取り巻くように皿を並べることからか。
- おまん（饅頭）
- およる（寝るの尊敬語）「御夜」の動詞化。

言葉によっては、ごが付く場合もある。
- ごん（ごぼう）

### 語尾に「もじ」が付く（文字詞）
- おくもじ（奥さん）
  - 「奥様」＋文字
- おくもじ（酒、漬物、苦労）
  - 「お」は接頭語「御」
  - 「九献（くこん）」の「く」＋文字→お酒
  - 「茎（くき）」＋文字→漬物
  - 「苦労」＋文字→苦労
- おめもじ（御目にかかる）
  - 「御目にかかる」の「おめ」＋文字
- かもじ
  - 母または妻「かか」＋文字、付け髪の場合は「髪文字」
- くろもじ（植物名及びそれで作った楊枝）
- こもじ（鯉）
  - 「鯉（こい）」の「こ」＋文字
- しゃもじ（杓子）
  - 「杓子（しゃくし）」の「しゃ」＋文字
- すもじ（寿司）
  - 「寿司（すし）」の「す」＋文字
- そもじ
  - 「そなた」の「そ」＋文字
- にもじ（大蒜）
  - 「大蒜（にんにく）」の「に」＋文字
- はもじい
  - 「恥ずかしい」の「は」＋文字
- ひともじ（ねぎ）
  - 当時「葱」と書いて「き」と一音で読んでいたことから
- ひもじい
  - 「空腹である」という意味の「ひだるい」の「ひ」＋文字
- ふたもじ（にら）
  - 「葱（き）」が一文字であるのに対し、「韮（にら）」が二文字であることから。
- ゆもじ（浴衣）
  - 「浴衣（ゆかた）」の「ゆ」＋文字

### その他
- あおもの（菜）
- あか（小豆）
- こうこ（たくあん）
- こん（肴）
- いしいし（団子）
- 青物（野菜）
- なみのはな、波の花（塩）
- なす、ナス（旧名は奈須比）
- みずのはな、水の花、水の華（鮎、鱸）
- へちま（糸瓜、旧名はいとうり→とうり）
- くのいち（女の漢字、女性の忍び）
- まけ（月経）

## 典拠・資料
- 日本語解釈活用事典（渡辺富美雄・村石昭三・加部佐助、共編著／ぎょうせい）1993年、ISBN	4-324-03707-8
- 古典文学レトリック事典　（國文学編集部[編]／學燈社）1993年、ISBN 4-312-10038-1
- 思わず人に話したくなる続・日本語知識辞典（学研辞典編集部）2003年、ISBN 4-05-401927-7